# جيري هاريسون (ملحن)
جيري هاريسون (بالإنجليزية: Jerry Harrison)‏ هو عازف قيثارة ومنتج أسطوانات وملحن أمريكي، ولد في 21 فبراير 1949 في ميلواكي في الولايات المتحدة.

## وصلات خارجية
- جيري هاريسون على موقع IMDb (الإنجليزية)
- جيري هاريسون على موقع ميوزك برينز (الإنجليزية)
- جيري هاريسون على موقع إن إن دي بي (الإنجليزية)
- جيري هاريسون على موقع أول ميوزيك (الإنجليزية)
- جيري هاريسون على موقع ديسكوغز (الإنجليزية)
- جيري هاريسون على موقع قاعدة بيانات الفيلم (الإنجليزية)